# Інспектор Лосєв
«Інспектор Лосєв» (рос. «Инспектор Лосев») — український радянський трисерійний художній фільм 1982 року, знятий на кіностудії ім. А. Довженка режисером Олегом Гойдою на основі роману Аркадія Адамова «Злим вітром». Прем'єра відбулася в 1982 році.

## Сюжет

### Серія I «Гастролер»
Невідомий злочинець проникає в готельний номер «люкс», але виявляється захоплений покоївкою. Він вбиває дівчину і ховається. Слідство веде група полковника Цвєткова (Владимиров), до складу якої входять Віталій Лосєв (Шликов) та Ігор Откаленко (Носик). Стає відомо, що це ланка у серії однотипних крадіжок майна постояльців висококласних номерів, обтяжене цього разу вбивством. Фоторобот, розісланий у великі міста СРСР, дозволяє встановити прізвище крадія — Мушанский (Ландграаф). За сукнею, що зазначена серед вкраденого, яку згодом було здано в комісійний магазин, старший лейтенант Лосєв знаходить першу фігурантку справи — Варвару Глотову (Андрєйченко). Дівчина визнає, що погодилася на цю послугу з метою заробітку на прохання якогось прибулого. Вона згадала, що цей Михайло Семенович підвіз її додому на таксі, а сам поїхав на Плющиху. В цьому районі Москви було встановлено коло осіб, імовірно пов'язаних з кримінальним середовищем. Найбільш цікавою фігурою здався кравець Семен Худиш і його дружина Елеонора . В їх оточенні районні міліціонери впізнали за фото Мушанского. В цей же час той призначає зустріч Варварі. Та не відразу, але погоджується піти на неї разом з Віталієм Лосєвим, представивши його своїм братом. Заманивши озброєного злочинця в тихий Арбатский провулок, оперативники затримують його.

### Серія II «Квадрат складності»
У Мушанского виявляють записку явно кримінального змісту. Він згадує, що випадково підібрав її в номері під час останнього епізоду пограбування. Активно поновлюються пошуки мешканця цього номера — Ніколова, який в день нападу на покоївку поспішно зник, але до місця проживання в Пензі не повернувся.
У маленькому провінційному містечку в приватному будинку проходить зустріч керівників тіньових економічних структур з різних міст. Головуючий (Лазарєв), Богдан Теляш (Свєтін), Орест Сокольський (Сошальський), Леонід Палатов висловлюють претензію стоматологові Олегу Клячко (Машлятин) за недопоставку золота. Той відмовляється повернути гроші негайно. Для його усунення наймають кримінальника Петра Горохова (Корольков), який точно виконує доручення.
До міліції міста Пензи звертається Іван Капітонович Ніколов (Захарченко) із заявою про крадіжку у нього паспорта. Глядачі кінофільму бачать (а слідчі швидко встановлюють), що це цілком не та людина, що проживала в готелі. Паспорт, можливо, міг бути вкрадений випадковим попутником Ніколова, який представився, як Михайло Олександрович Зурих (Лазарєв). Він зацікавився інженером Ніколовим, що працює в будівельній організації з дефіцитними матеріалами, і залишив для контактів адресу в Одесі. Свою інформацію про тих, з ким у різних містах замовляв телефонні переговори з готелю Зурих-Ніколов, додали працівники ОБХСС. Стала вимальовуватися злочинна мережа, всі нитки якої тягнулися до Одеси.

### Серія III «Туман в Одесі»
Інспектор Лосєв і лейтенант Олена Златова (Коренєва) прилітають в приморське місто під виглядом брата і сестри, забезпечених гульвіс-москвичів. Віталій неформально знайомиться з Галиною Кочергою (Удовиченко), яка була зазначена в списку телефонних контактерів Зуриха в Москві. Відразу з різних джерел стає відомо, що вона вплуталася в махінації з золотом, втратила коханого чоловіка — Клячко, і тепер шукає нову надійну опору в протистоянні з колишнім заступником, що відвернувся від неї. На цю роль вона вибирає міцного Лосєва і, пропонуючи помститися за неї, призначає час зустрічі в одній з пивних з сумнівною репутацією. Віталій з місцевим оперативником відправляються в бар, щоб заздалегідь озирнутися на місці. Там його впізнає один з відвідувачів — Толік (Андрєєв). Цей москвич з кримінальним минулим випадково зайшов в пивну з кримінальним злочинцем, що раніше вбив дантиста Клячко. На Лосєва нападають, у бійці він тяжко ранить Петра Горохова, Толікові вдається втекти.
Олена Златова за рекомендованою працівниками ОБХСС легендою звертається до великого одеському спекулянта будівельними матеріалами Богдану Теляшу. Пропозиція її настільки приваблива, що той погоджується на зустріч у себе на квартирі. На переговори приходить Лосєв і зустрічає там Зуриха і втікача Толіка. В ході короткої сутички злочинці затримані. В цей же час відбуваються арешти «тіньовиків» відразу в декількох містах СРСР.

## Додаткова інформація
В 1983 році був знятий фільм «Петля», за однойменним твором Адамова, який є продовженням «Інспектора Лосєва». Головний герой у виконанні Ю.Шликова гине в перестрілці з бандитами на початку другої серії (в романі «Петля», по якій поставлений фільм, гине інший співробітник карного розшуку — напарник Лосєва). На перший план висувається інший персонаж — інспектор Васильєв, у виконанні більш популярного актора Л.Філатова.

## В ролях
- Юрій Шликов — Віталій Лосєв, інспектор карного розшуку
- Ігор Владимиров — Кузьмич, полковник міліції Федір Кузьмич Квіток
- Носик, Володимир Бенедиктович — Ігор Откаленко, інспектор карного розшуку
- Наталія Андрейченко — Варя Глотова, експедитор трикотажної фабрики
- Вадим Андрєєв — Толік, знайомий Глотовой
- Ніна Шацька — Елеонора Михайлівна Худиш, працівниця хутряного ательє
- Станіслав Ландграф — Мушанский, готельний злодій
- Олександр Лазарєв — Михайло Олександрович Зурих, організатор тіньових економічних структур
- Михайло Свєтін — Богдан Йосипович Теляш, великий спекулянт з Одеси
- Володимир Сошальський — Орест Антонович Сокольський, директор торгу в Ленінграді
- Юрій Вотяков, — Сенечка
- Олександр Январьов — Сивоконь Дмитро Костянтинович, начальник відділу збуту трикотажної фабрики
- Лев Машлятин — Олег Іванович Клячко, стоматолог з Пензи
- Лариса Удовиченко — Галина Кочерга, працівниця антикварного магазину
- Геннадій Корольков — Петро Горохов, кримінальник
- Вадим Захарченко — Іван Капітонович Ніколов, інженер
- Михайло Данилов — Григорій Семенович Пиріжків, заввідділу будівельного тресту
- Микола Парфьонов — начальник охорони трикотажної фабрики
- Рубен Симонов — Едік Албанян, співробітник БХСС
- Олена Корєнєва — Олена Златова, лейтенант міліції
- Євген Леонов-Гладишевч — Андрій, оперативник
- Валентина Ананьїна — співробітниця трикотажної фабрики
- Леонід Ярмольник — Гога, одеський піжон, епізод
- Яків Біленький — Вартан Хачатурович

## Знімальна група
- Автор сценарію: Аркадій Адамов
- Режисер-постановник: Олег Гойда
- Оператор-постановник: Юрій Гармаш
- Композитор: Володимир Дашкевич